# چهار (فیلم ۲۰۱۱)
«چهار» (انگلیسی: Four (2011 film)) یک فیلم است که در سال ۲۰۱۱ منتشر شد.

## قالب
- مارتین کامپستون در نقش عاشق
- کریگ کانوی به عنوان شوهر
- کیرستون وارینگ به عنوان همسر
- شان پرتوی در نقش کارآگاه
- جورج موریس در نقش گروهبان واکر